# Luisa Spagnoli
Luisa Spagnoli, nata Sargentini (Perugia, 30 ottobre 1877 – Parigi, 21 settembre 1935), è stata un'imprenditrice italiana, nota soprattutto per l'ideazione del Bacio Perugina e per la catena di negozi d'abbigliamento che porta il suo nome.

## Biografia
Nata da Pasquale Sargentini, pescivendolo, e da Maria Lo Conte (nata ad Ariano Irpino), casalinga, poco più che ventunenne sposa Annibale Spagnoli. I due rilevano un negozio di confetti e, subito dopo, cominciano a produrre anche altri dolciumi e caramelle. Dal loro matrimonio nascono quattro figli: Mario, Armando, Maria e Aldo.

### Luisa e la Perugina
Nel 1907, insieme a Francesco Buitoni e Leone Ascoli, apre una piccola azienda con sede nel centro storico di Perugia, la Perugina, con quindici dipendenti. Con lo scoppio del primo conflitto mondiale a mandar avanti la fabbrica rimane solo la signora Spagnoli con i figli Mario e Aldo. A guerra finita la Perugina è già una manifattura con più di cento dipendenti.
Nel 1922 Annibale Spagnoli si ritira dall'azienda a causa di attriti interni. Si data qui l'inizio della storia d'amore tra Luisa e Giovanni Buitoni, figlio del socio Francesco. Poche le testimonianze e i ricordi delle persone più vicine alla coppia che parlano di un legame profondo ma riservato: i due non andranno mai a vivere insieme. Per Luisa, ormai nel consiglio di amministrazione della Perugina, inizia anche l'impegno per la costruzione di strutture sociali che migliorino la vita dei dipendenti. Fonda l'asilo nido dello stabilimento di Fontivegge (considerato il più avanzato d'Europa nel settore dolciario). Inventa il famoso cioccolatino chiamato "Bacio Perugina". Negli anni trenta il figlio Aldo (1906-1992) sarà l'ideatore della campagna pubblicitaria legata alla trasmissione radiofonica a puntate I quattro moschettieri.

### L'Angora Luisa Spagnoli
Alla fine della prima guerra mondiale, si lanciò anche in una nuova impresa: l'allevamento del pollame e dei conigli d'Angora. I conigli non vengono uccisi e neanche tosati, ma amorevolmente pettinati per ricavare la lana d'angora per i filati. Nasce nel sobborgo di Santa Lucia "l'Angora Spagnoli" per le creazioni di scialli, boleri e indumenti alla moda. La segnalazione alla Fiera di Milano come "ottimi prodotti" spinge Luisa a moltiplicare gli sforzi: sono 8.000 gli allevatori che mandano a Perugia per posta il pelo pettinato via da almeno duecentocinquantamila conigli.
Luisa non riuscirà a vedere il vero decollo dell'azienda che inizierà circa quattro anni dopo sotto la guida del figlio Mario. Le viene diagnosticato un tumore alla gola. Giovanni Buitoni la trasferisce a Parigi per garantirle le migliori cure e rimane con lei fino alla sua morte, avvenuta nel 1935 all'età di quasi 58 anni. È tumulata nella cripta adiacente agli stabilimenti Luisa Spagnoli Angora a Santa Lucia.
Negli anni quaranta, in un periodo in cui molti soffrono la fame e il freddo, gli Spagnoli regalavano ai loro operai per Natale maglie, calze e lana per un valore di 4.000 lire. Lo stabilimento di Santa Lucia aveva una piscina per i dipendenti. Vennero costruite casette a schiera (tuttora esistenti), e furono organizzati asili nido per i figli, balli, partite di calcio, gare, feste.

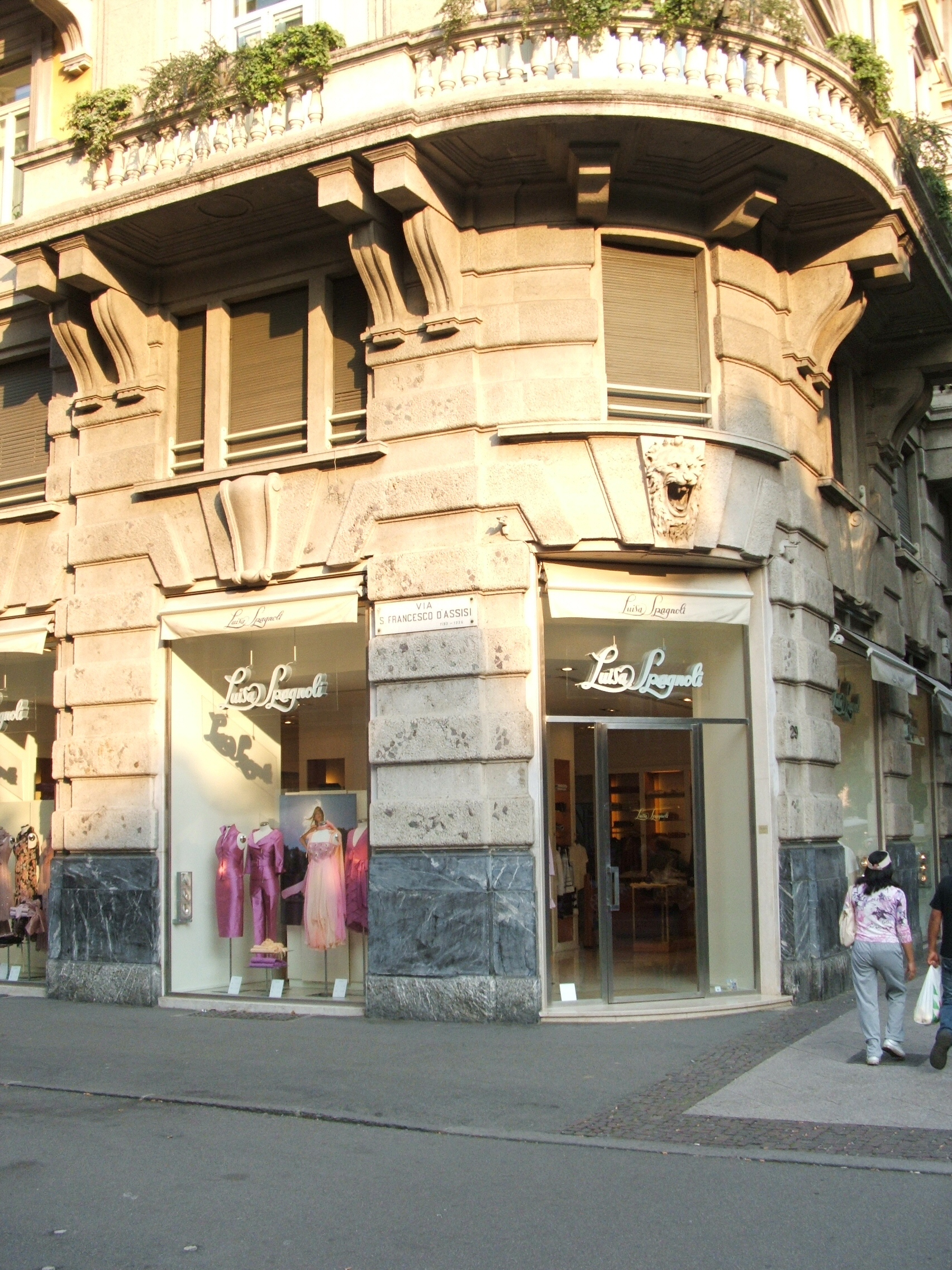
Un negozio Luisa Spagnoli a Bergamo, chiuso ad ottobre 2024

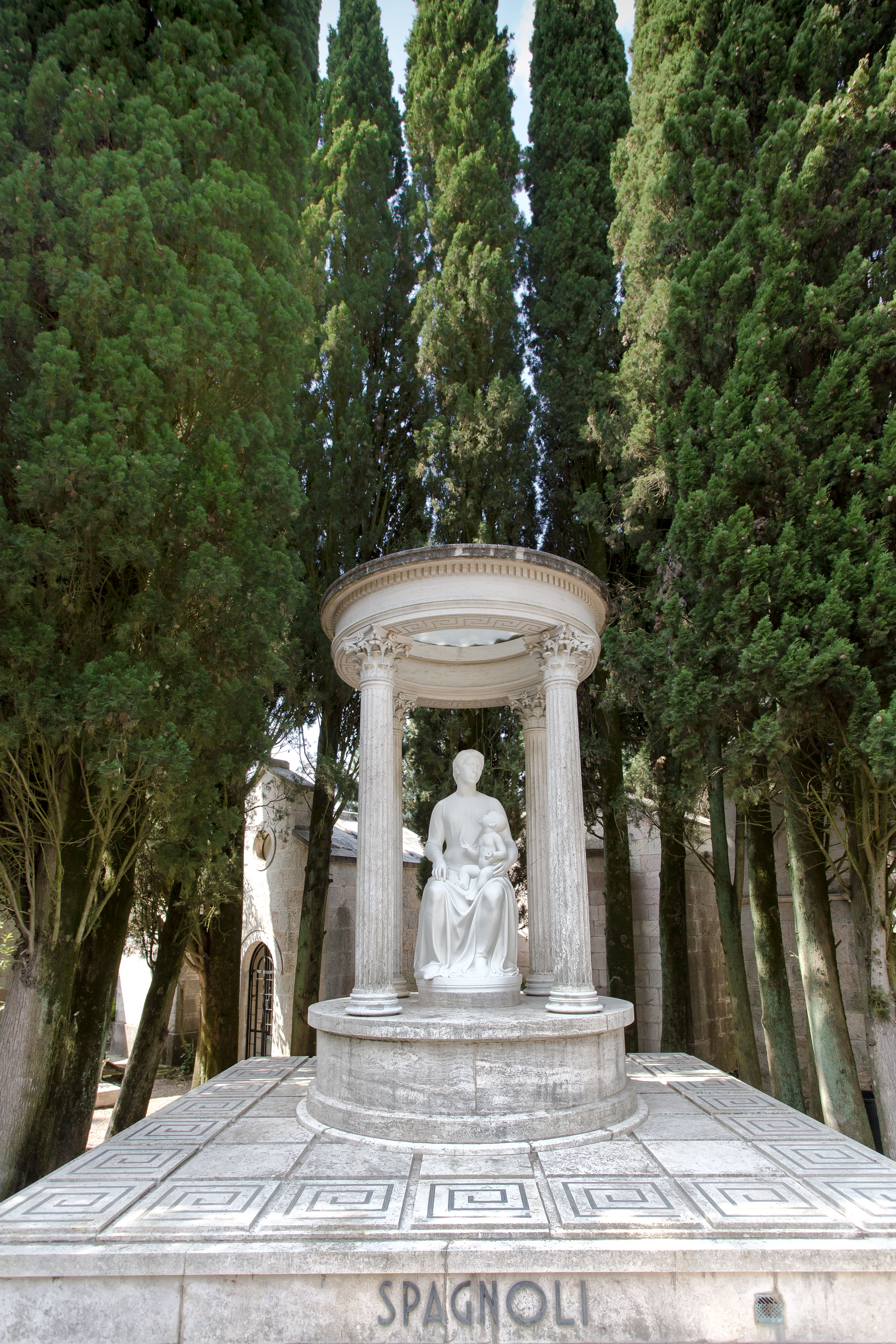
Cripta della famiglia Spagnoli nel cimitero monumentale di Perugia

### La fase industriale e i negoziLuisa Spagnoli
Dopo la sua morte, con il figlio Mario nel 1937, l'azienda voluta da Luisa passa da attività artigianale a industriale. A lui si deve l'invenzione, nel 1942 di due oggetti brevettati: un pettine per la raccolta della lana e una pinza per tatuare i conigli d'angora
Mario costruì, nel 1947, il nuovo stabilimento della "Città dell'angora", attorno a cui nacque una comunità autosufficiente, in cui la parte assistenziale e ricreativa era fase del ciclo produttivo. Fondò inoltre negli anni sessanta il parco giochi della "Città della Domenica", originariamente chiamato "Spagnolia" e ancor oggi meta di visitatori (all'ingresso campeggia un grande ritratto di Luisa).
Con il figlio Annibale, detto Lino, imprenditore e presidente del Perugia Calcio, la produzione si diversifica maggiormente e nasce la rete commerciale dei negozi "Luisa Spagnoli" e outlet store, oggi presente in tutto il mondo, sempre con base a Perugia.
Nel 1952 la Ditta Luisa Spagnoli partecipò come moda boutique insieme ad altre prestigiose firme di alta moda dell'epoca, quali Vincenzo Ferdinandi, Roberto Capucci, Giovannelli-Sciarra, la Sartoria Antonelli, Germana Marucelli, Polinober, la Sartoria Vanna, Jole Veneziani e altre ditte e case di moda tra cui Emilio Pucci, Mirsa e "La Tessitrice dell’Isola" di Clarette Gallotti, alla sfilata che utilizzò per la prima volta la celebre Sala Bianca di Palazzo Pitti a Firenze. Una giovanissima Oriana Fallaci inviata dal settimanale Epoca ne raccontò la cronaca.

## Riferimenti nella cultura di massa
- Luisa Spagnoli, miniserie televisiva trasmessa su Rai 1 in due puntate l'1 e il 2 febbraio 2016, per la regia di Lodovico Gasparini e con protagonista Luisa Ranieri nel ruolo dell'imprenditrice.